# Stadtarchiv St. Wendel
Das Stadtarchiv ist das Archiv der Kreisstadt St. Wendel und überliefert archivwürdige Unterlagen amtlicher und privater Provenienz. Organisatorisch ist es dem Amt für Kultur, Bildung und Stadtmarketing zugeordnet. Rechtliche Grundlagen sind das Saarländische Archivgesetz vom 23. September 1992 und die Satzung über die Unterhaltung und Benutzung des Archivs der Kreisstadt St. Wendel vom 6. Juni 2003.

## Geschichte

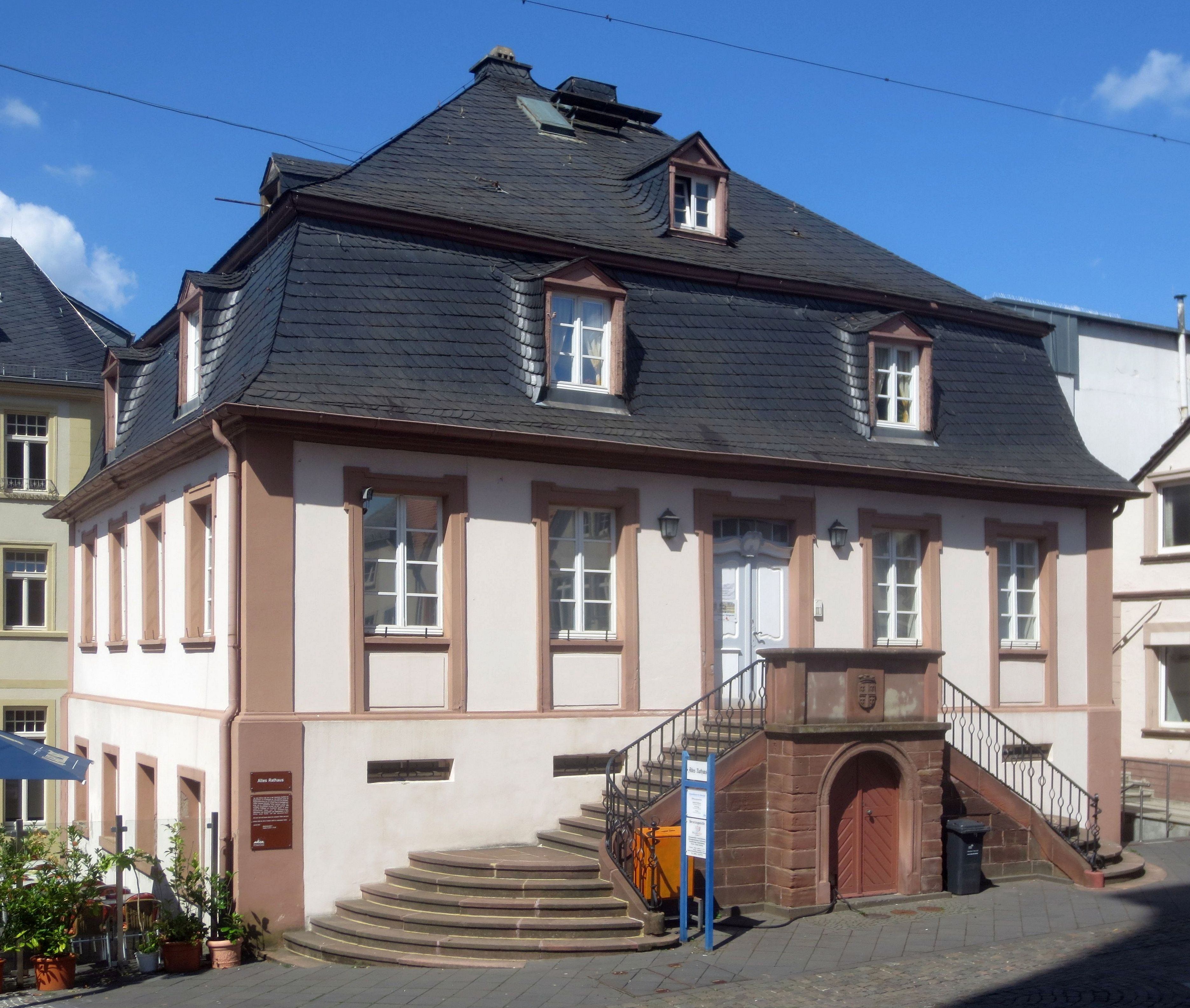
Dienstgebäude im Alten Rathaus

Erste Bemühungen zur Erhaltung der schriftlichen Überlieferung der Stadt St. Wendel unternahm der damalige Maire (Bürgermeister) Johann Carl Anton Cetto (1774–1851) im Jahr 1810. Er ließ die noch erhaltenen Akten und Urkunden aus früheren Jahrhunderten inventarisieren und teils neu binden. Mitte des 20. Jahrhunderts unternahm Hans Klaus Schmitt (1900–1982) als Leiter des Kultur- und Verkehrsamtes und Ehrenbürger der Kreisstadt St. Wendel weitere Anstrengungen zur Schaffung eines geordneten, für die Forschung benutzbaren Stadtarchivs.
Später wurde das Archiv von den jeweiligen Leitern der Stadt- und Kreisbibliothek, Heribert Catrein (1936–2016) und Dieter Mertes, mitbetreut. 2013 wurde das Stadtarchiv zu einer eigenen Abteilung innerhalb des Amtes für Kultur, Stadtmarketing und Wirtschaftsförderung (heute Amt für Kultur, Bildung und Stadtmarketing) unter der Leitung von Gerhard Schnur (1953–2018).

## Gebäude
Nach mehreren Umzügen befinden sich die Büroräume und der Benutzungsbereich des Stadtarchivs St. Wendel seit dem 1. Juni 2020 im Alten Rathaus am Fruchtmarkt 1. Das Gebäude wurde 1791–1803 an Stelle eines zerstörten Vorgängerbaus errichtet und beherbergte bis 1922 die Stadtverwaltung, später zeitweise das Heimatmuseum.

## Bestände
Hauptsächlich verwahrt das Stadtarchiv Unterlagen aus der Stadtverwaltung St. Wendel aus der Zeit ab 1483. Nach Auflösung der Ämter Alsweiler, St. Wendel-Land und Niederkirchen (letztere im Zuge der Gebiets- und Verwaltungsreform 1974) wurden, sofern noch vorhanden, auch Unterlagen aus deren Beständen übernommen. Personenstandsregister sind aus den Bereichen Stadt St. Wendel, St. Wendel-Land, Alsweiler, Niederkirchen, Oberthal und Oberkirchen/Namborn vorhanden. Wichtigste Sammlungen sind die Lokalzeitungen, die heimatkundliche Bibliothek mit über 3000 Bänden, sowie die Fotosammlung.
Gliederung der Bestände aus der Stadtverwaltung St. Wendel:
- Abteilung A – kurtrierische Zeit, 1483–ca. 1790
- Abteilung B – französische Zeit, ca. 1790–1816
- Abteilung C – coburgische und preußische Zeit, ca. 1816–1914
- Abteilung D – 1. Weltkrieg und Saargebietszeit, ca. 1914–1935
- St. Wendel/1 – 1. Saarabstimmung bis Gebietsreform, 1935–1973
- St. Wendel/S – Schulen der Stadt St. Wendel, ab 1884